# Mathilde d'Udekem d'Acoz
Mathilde d'Udekem d'Acoz (nome completo in francese  Mathilde Marie Christiane Ghislaine; Uccle, 20 gennaio 1973) è la regina consorte dei Belgi dal 2013, come moglie di re Filippo.
È la prima consorte reale del Belgio di nazionalità belga.

## Biografia

### Famiglia

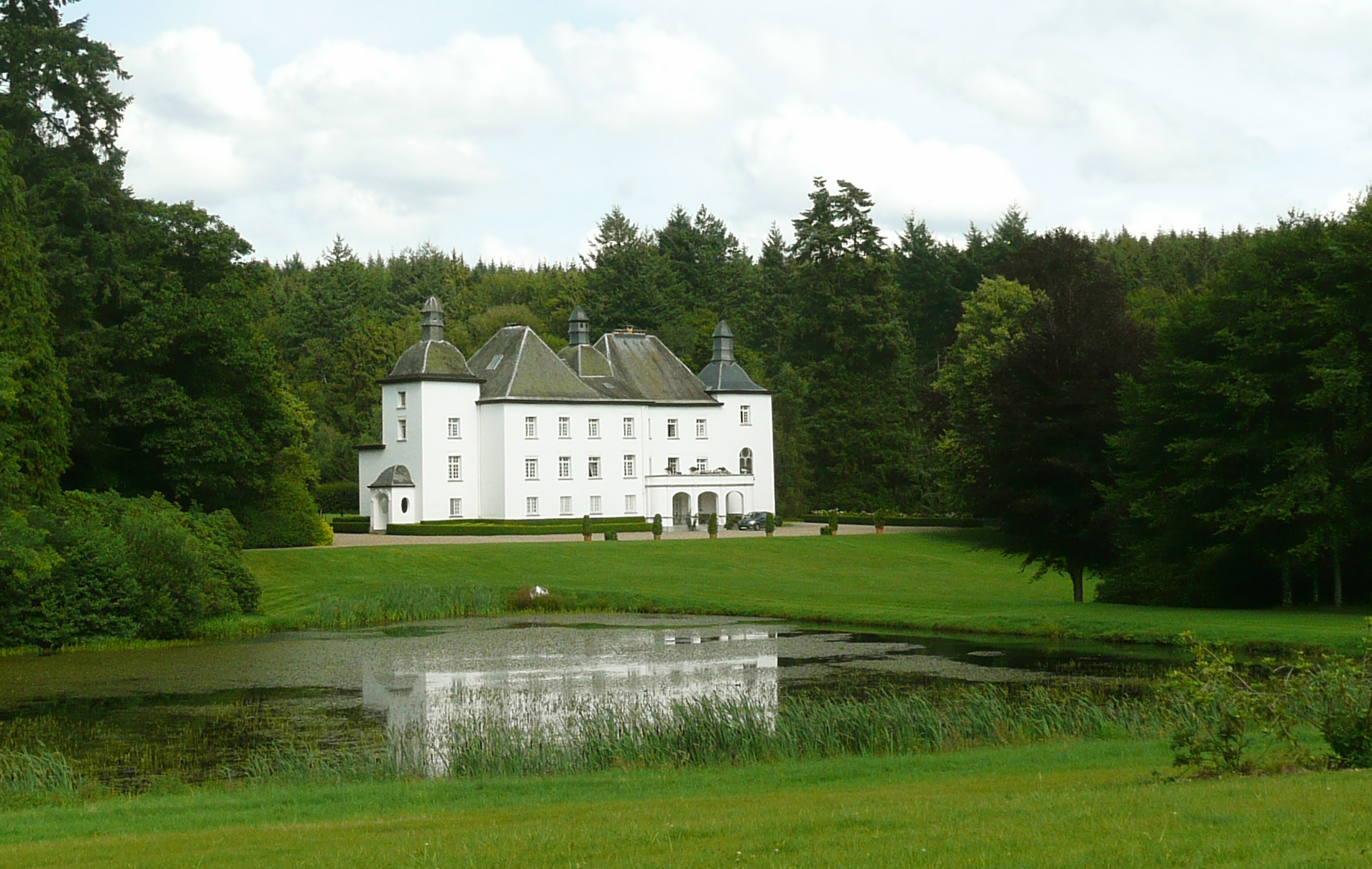
Il castello di Losange, in cui crebbe Mathilde, in una fotografia del 2012

La regina Mathilde è nata nel 1973 all'Ospedale Edith Cavell di Uccle. È la primogenita di Patrick (1936-2008; deceduto a causa di un malattia che lo portò progressivamente al coma) e della contessa polacca Anna Maria Komorowska (1946), attraverso la quale è imparentata con Bronisław Komorowski.
Ha tre sorelle e un fratello: Marie-Alix (1974-1997; deceduta in un incidente stradale con la nonna materna), Elisabeth (1977; sposata con il marchese Alfonso Pallavicini), Hélene (1979; sposata con il barone Nicolas Janssen) e Charles-Henri (1985).
Venne battezzata l'11 febbraio e suo zio paterno Raoul le fece da padrino. I suoi nonni paterni furono Charles d'Udekem d'Acoz (1885-1968; un barone di antenati valloni) e Suzanne van Outryve d'Ydewalle (1898-1983); quelli materni Leon Michał Komorowski (1907-1992) e la principessa Zofia Sapieha (1919-1997). Suo padre venne nominato conte da Alberto II nel 1999.

### Studi e carriera
Crebbe nel castello di Losange, vicino il villaggio di Villers-la-Bonne-Eau, e frequentò le scuole elementari all'Insitut Notre-Dame di Bastogne. Dal 1985 al 1991 compì gli studi secondari all'Institut de la Vierge Fidèle di Schaerbeek, dove una delle sue zie era suora. Qui studiò lingue moderne e approfondì la letteratura francese e olandese. Padroneggia fluentemente entrambe le lingue con l'inglese e l'italiano e conosce anche lo spagnolo.

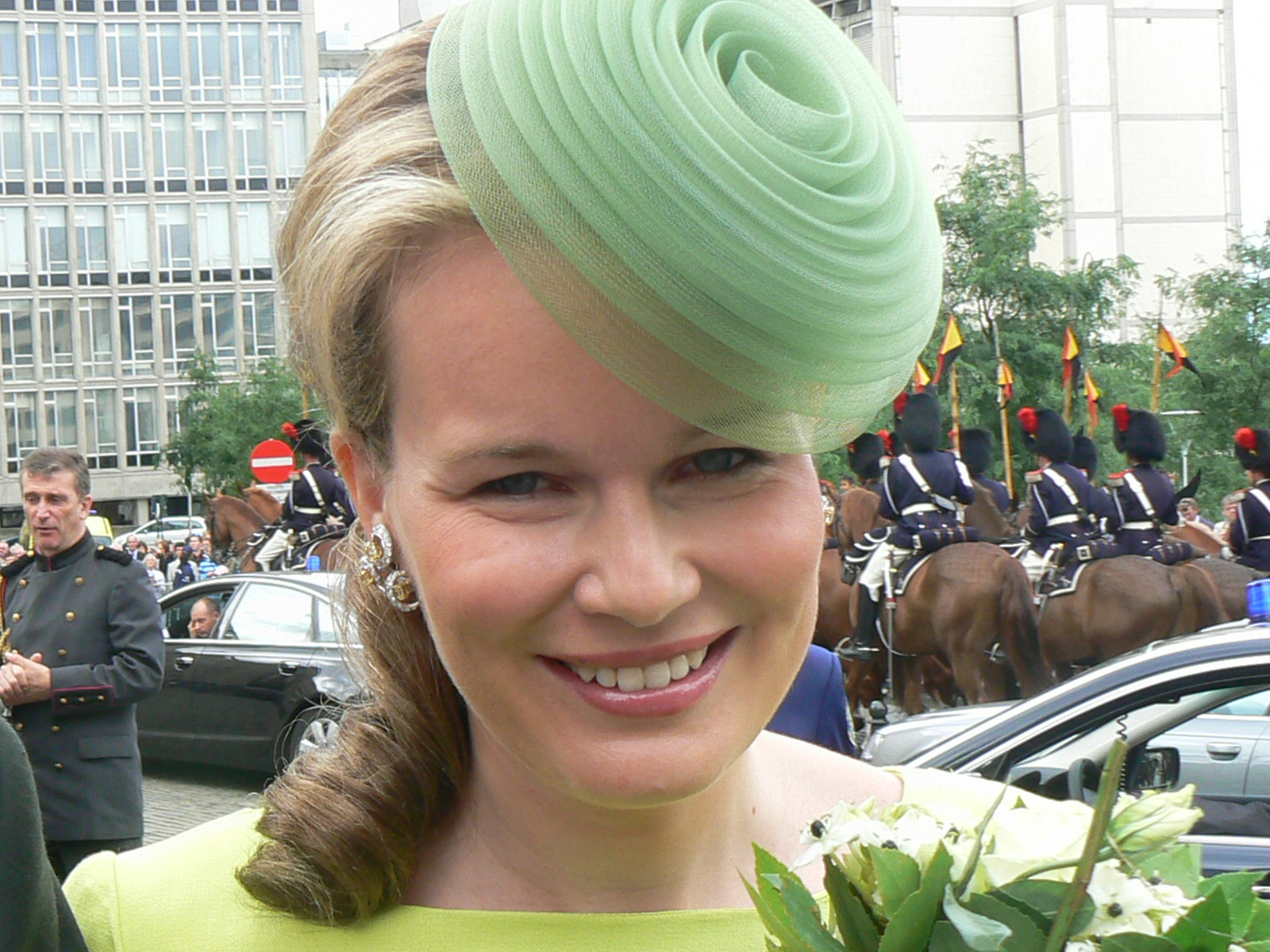
La principessa Mathilde nel 2008

Si laureò con "grande distincition" in logopedia all'Institut Libre Marie Haps, che frequentò fino al 1994. Divenne così la prima regina belga a possedere un titolo di studio universitario.
Dal 1995 lavorò in un proprio studio a Bruxelles con altri due logopedisti, fino al 1999. Lavorò anche nella scuola Sainte-Jeanne de Chantal a Bruxelles e all'Institut Sainte Marie-Meiser a Schaerbeek. Nel 2002 ottene un master in psicologia con "distinction" all'Université catholique de Louvain.
Sua madre trascorse gran parte della sua vita al di fuori della Polonia e non ritenne necessario insegnarle il polacco, di cui conosce poche parole.

### Fidanzamento e duchessa di Brabante

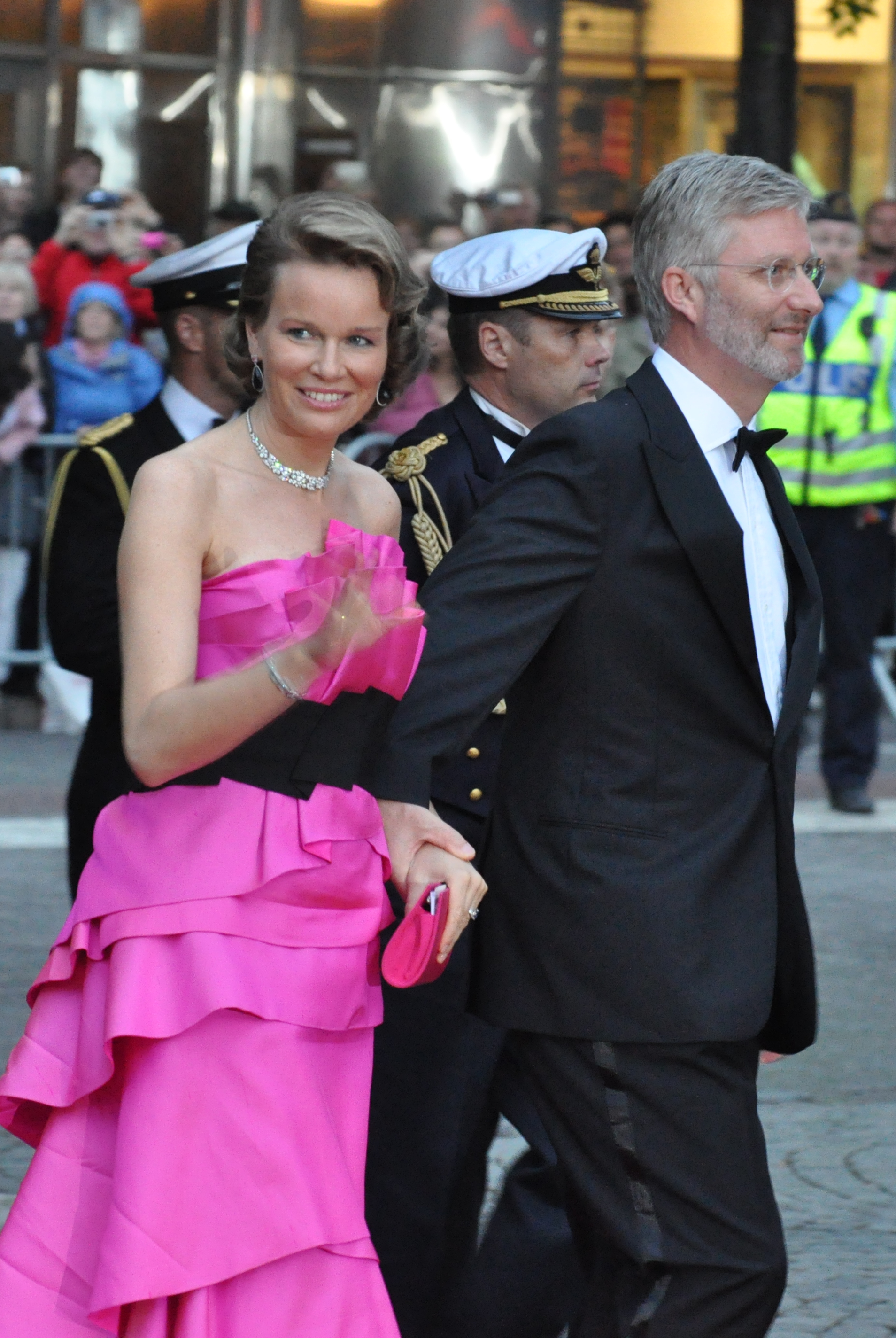
Mathilde e Filippo a Stoccolma, 2010

Nel 1996 incontrò per la prima volta il principe Filippo giocando a tennis. Il loro rapporto restò estraneo ai media fino al luglio del 1999, quando vennero fotografati insieme a Cuba. Poco tempo dopo, il 13 settembre, fu annunciato il loro fidanzamento. Si sposarono il 4 dicembre con rito civile al municipio di Bruxelles e cerimonia religiosa nella Concattedrale di San Michele e Santa Gudula. Nello stesso giorno acquisì il titolo di principessa del Belgio, in base a un decreto emanato in precedenza l'8 novembre.
Nel dicembre del 2000 le donazioni ricevute in occasione del suo matrimonio furono impiegate per la creazione del Fondo Principessa Mathilde, che promuove la cura delle persone vulnerabili e assegna un premio annuale per le opere sociali di un determinato settore. L'ambito di assegnazione cambia ogni anno: includono ad esempio l'istruzione della prima infanzia, la salute delle donne e la protezione dei giovani dalla violenza.
Nel 2002 presiedette due missioni umanitarie in Niger e Mali e divenne Rappresentante Speciale dell'UNICEF e dell'UNAIDS. Nello stesso anno è stata Emissaria delle Nazioni Unite per l'Anno internazionale del microcredito e, come membro della delegazione belga, prese parte alla Sessione Speciale sui Bambini delle Nazioni Unite.
Nel 2005 fu nominata Inviata Speciale delle Nazioni Unite per il Microcredito e nel 2007 acquisì la carica di Young Global Leader nel Forum economico mondiale. Dal 2009 è presidentessa onoraria della sezione belga dell'UNICEF. Nel 2012 il quotidiano Het Laatste Nieuws la posizionò al 29⁰ posto nella classifica delle 100 donne più potenti del Belgio.

### Regina dei Belgi
Il 21 luglio 2013 avvenne l'abdicazione di Alberto II e Mathilde salì al trono al fianco del marito. Dall'anno seguente è patrona del Concorso Regina Elisabetta e, in successione alla suocera Paola, presidentessa onoraria di Child Focus, associazione che si dedica ai bambini scomparsi o sfruttati sessualmente.

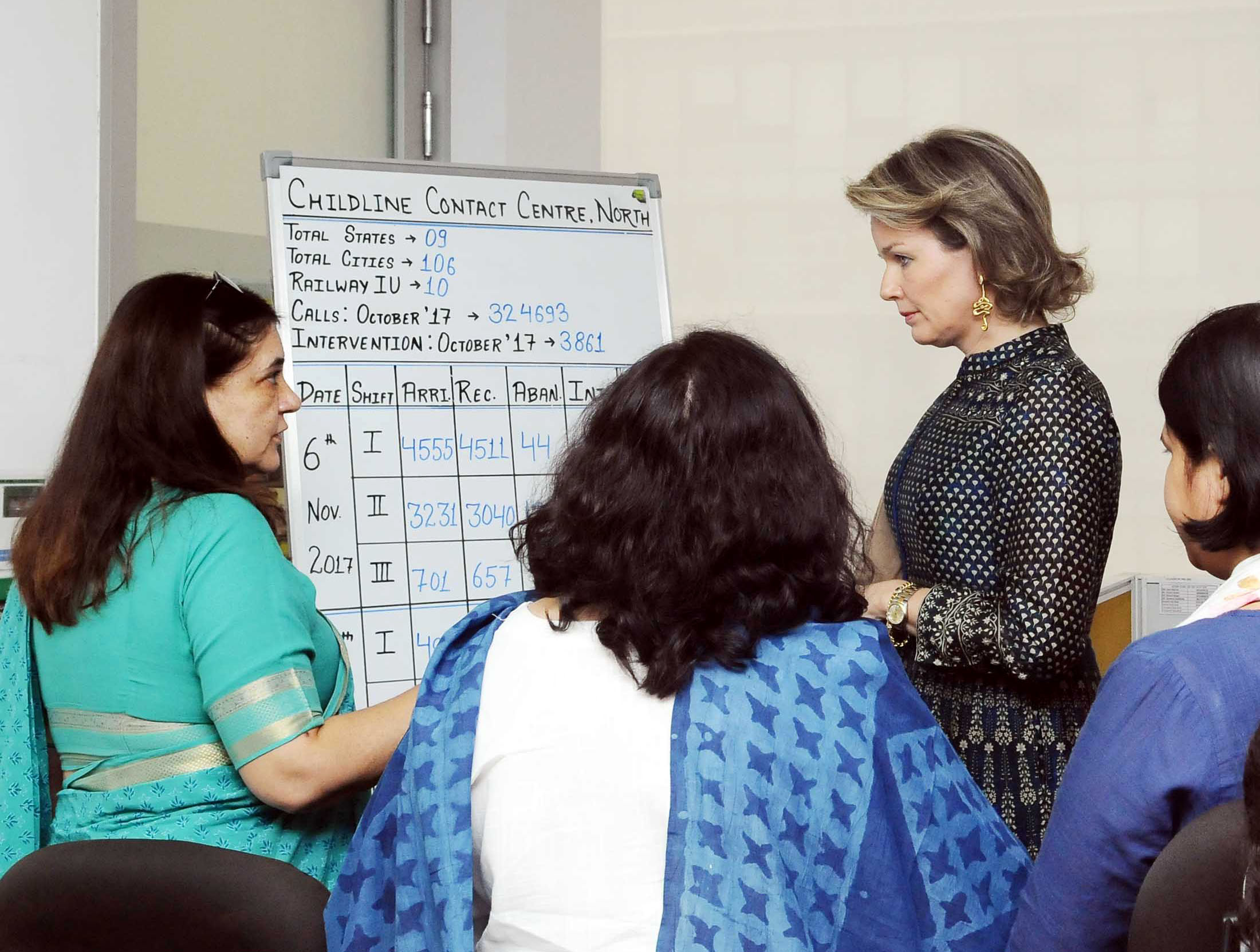
La ministra indiana Maneka Gandhi con la regina Mathilde al Childline Contact Centre di Gurgaon nel 2017

Nel marzo 2015 visitò Città del Vaticano, esercitando il privilegio del bianco come moglie cattolica di un sovrano cattolico. A settembre partecipò a un congresso sulla vaccinazione avviato dalla sezione europea dell'Organizzazione mondiale della sanità (OMS) con l'Università di Anversa. Ricopre infatti il ruolo di rappresentante speciale dell'OMS per l'immunizzazione.
Nel 2016 è stata nominata sostenitrice degli obiettivi di sviluppo sostenibile (OSS) delle Nazioni Unite, promuovendo da allora l'Agenda 2030. Come sostenitrice degli OSS, è particolarmente concentrata sulla salute mentale. Nel 2017 ricevette il Premio Onorario Nazionale Tedesco per la Sostenibilità e nel 2018 accettò di acquisire la presidenza onoraria del Consiglio Federale per lo Sviluppo Sostenibile. Nel 2019 venne nominata patrona e membro onorario dell'Accademia Reale di Medicina del Belgio.
Dal luglio al dicembre 2022 intraprese una serie di passeggiate e di giri in bicicletta nelle dieci province del Belgio, allo scopo di promuovere la cura della salute mentale attraverso il movimento. Tale iniziativa è stata avviata in occasione del suo 50⁰ compleanno e ha coinvolto organizzazioni attive nel settore, persone disabili e ipovedenti.

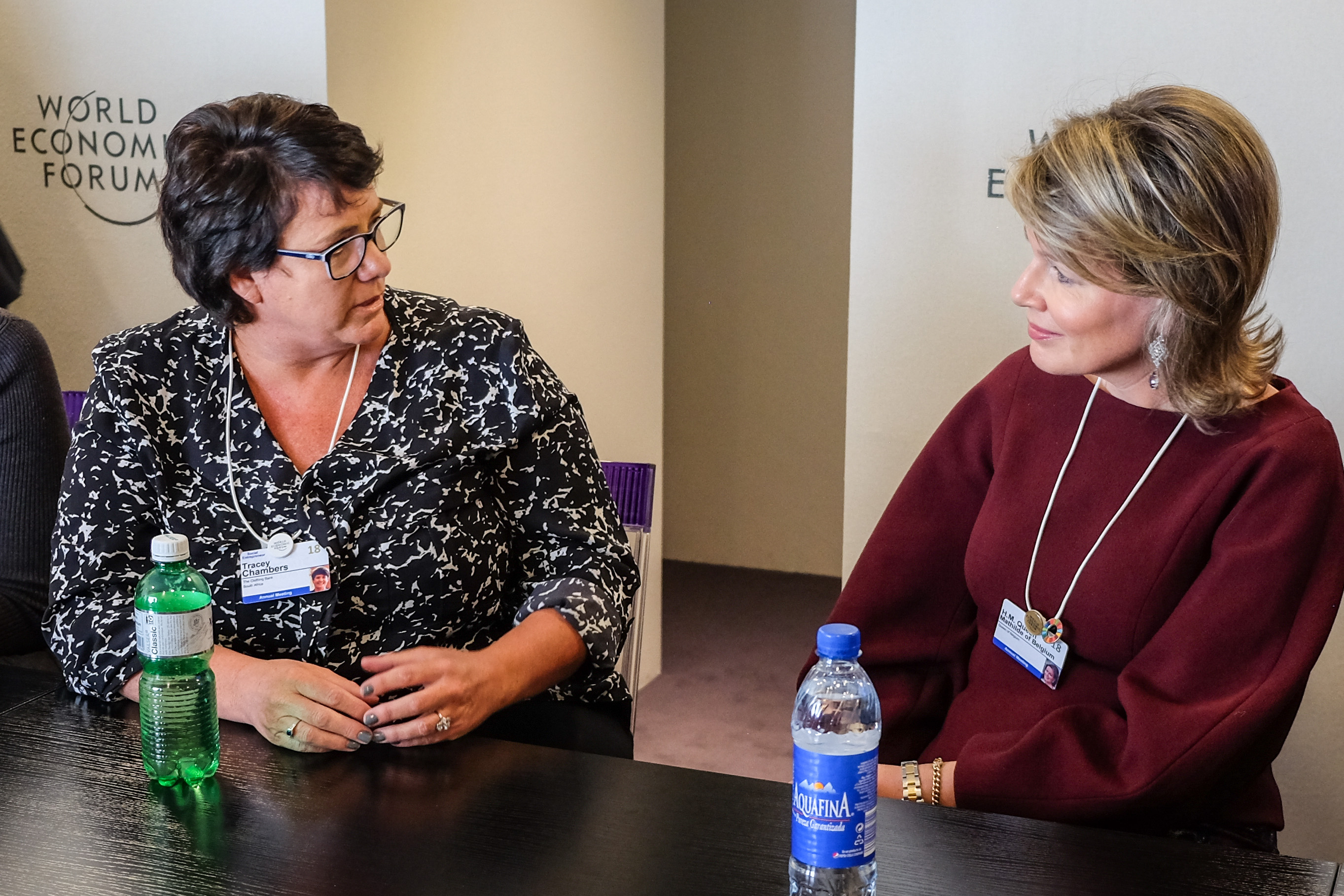
Tracey Chambers con Mathilde a una riunione del Forum di Davos nel 2018

Nel 2023 ha ereditato l'incarico di presidentessa onoraria del Comitato di Protezione di Missing Children Europe dalla regina Paola. Alla tematica della salute mentale è stato dedicato anche un documentario con la regina trasmesso nel gennaio dello stesso anno su VTM ed RTL-TVI. Le è stato conferito un dottorato onorario il 30 maggio presso l'Università di Hasselt, in riconoscimento al suo impegno sociale.

## Discendenza
Mathilde d'Udekem d'Acoz e Filippo del Belgio hanno due figlie e due figli:
- Principessa Elisabetta (2001);
- Principe Gabriele (2003);
- Principe Emanuele (2005);
- Principessa Eleonora (2008).

## Titoli e trattamento

Il monogramma della regina

Lo stendardo della regina

Il monogramma di Mathilde e Filippo

- 20 gennaio 1973 - 4 dicembre 1999: Jonkvrouw Mathilde d'Udekem d'Acoz
- 4 dicembre 1999 - 21 luglio 2013: Sua Altezza Reale, la principessa Mathilde del Belgio, duchessa di Brabante
- 21 luglio 2013 - attuale: Sua Maestà, la regina dei Belgi

## Onorificenze

Stemma della casata D'Udekem d'Acoz

Stendardo reale della regina Mathilde del Belgio

Il monogramma personale della regina Mathilde

Il monogramma personale della regina Mathilde e di re Filippo del Belgio

## Ascendenza
|                                          |                         |                                              | Genitori                                 |  |  | Nonni |  |  | Bisnonni                          |  |  | Trisnonni                     |  |
|                                          |                         |                                              |                                          |  |  |       |  |  | Barone Maximilien d'Udekem d'Acoz |  |  | Barone Albert d'Udekem d'Acoz |  |
|                                          |                         |                                              |                                          |  |  |       |  |  | Barone Maximilien d'Udekem d'Acoz |  |  | Barone Albert d'Udekem d'Acoz |  |
|                                          |                         | Alice de Kerchove                            |                                          |  |  |       |  |  | Barone Maximilien d'Udekem d'Acoz |  |  |                               |  |
| Barone Charles d'Udekem d'Acoz           |                         |                                              |                                          |  |  |       |  |  | Barone Maximilien d'Udekem d'Acoz |  |  |                               |  |
|                                          |                         | Baronessa Angélique Maria van Eyll           | Barone Gustave van Eyll                  |  |  |       |  |  |                                   |  |  |                               |  |
|                                          |                         | Baronessa Angélique Maria van Eyll           | Barone Gustave van Eyll                  |  |  |       |  |  |                                   |  |  |                               |  |
|                                          |                         | Baronessa Angélique Maria van Eyll           | Marie Louise van Goethem                 |  |  |       |  |  |                                   |  |  |                               |  |
| Conte Patrick d'Udekem d'Acoz            |                         | Baronessa Angélique Maria van Eyll           |                                          |  |  |       |  |  |                                   |  |  |                               |  |
|                                          |                         | Jonkheer Clément van Outryve d'Ydewalle      | Jonkheer Clément van Outryve d'Ydewalle  |  |  |       |  |  |                                   |  |  |                               |  |
|                                          |                         | Jonkheer Clément van Outryve d'Ydewalle      | Jonkheer Clément van Outryve d'Ydewalle  |  |  |       |  |  |                                   |  |  |                               |  |
|                                          |                         | Jonkheer Clément van Outryve d'Ydewalle      | Laurence de Serret                       |  |  |       |  |  |                                   |  |  |                               |  |
| Jonkvrouw Suzanne van Outryve d'Ydewalle |                         | Jonkheer Clément van Outryve d'Ydewalle      |                                          |  |  |       |  |  |                                   |  |  |                               |  |
|                                          |                         | Jonkvrouw Madeleine de Thibault de Boesinghe | Jonkheer Désiré de Thibault de Boesinghe |  |  |       |  |  |                                   |  |  |                               |  |
|                                          |                         | Jonkvrouw Madeleine de Thibault de Boesinghe | Jonkheer Désiré de Thibault de Boesinghe |  |  |       |  |  |                                   |  |  |                               |  |
|                                          |                         | Jonkvrouw Madeleine de Thibault de Boesinghe | Marie Isabelle Frennelet                 |  |  |       |  |  |                                   |  |  |                               |  |
| Jonkvrouw Mathilde d'Udekem d'Acoz       |                         | Jonkvrouw Madeleine de Thibault de Boesinghe |                                          |  |  |       |  |  |                                   |  |  |                               |  |
|                                          | Conte Michel Komorowski | Conte Léon Wilhelm Komorowski                |                                          |  |  |       |  |  |                                   |  |  |                               |  |
|                                          | Conte Michel Komorowski | Conte Léon Wilhelm Komorowski                |                                          |  |  |       |  |  |                                   |  |  |                               |  |
|                                          | Conte Michel Komorowski | Krystyna Antonina Zbijewska                  |                                          |  |  |       |  |  |                                   |  |  |                               |  |
| Conte Léon Michel Komorowski             | Conte Michel Komorowski |                                              |                                          |  |  |       |  |  |                                   |  |  |                               |  |
|                                          |                         | Maria Zaborowska                             | Ambroży Feliks Zaborowski                |  |  |       |  |  |                                   |  |  |                               |  |
|                                          |                         | Maria Zaborowska                             | Ambroży Feliks Zaborowski                |  |  |       |  |  |                                   |  |  |                               |  |
|                                          |                         | Maria Zaborowska                             | Contessa Michalina Miączyńska            |  |  |       |  |  |                                   |  |  |                               |  |
| Contessa Anna Maria Komorowska           |                         | Maria Zaborowska                             |                                          |  |  |       |  |  |                                   |  |  |                               |  |
|                                          |                         | Principe Adam Zygmunt Sapieha                | Principe Władysław Leon Sapieha          |  |  |       |  |  |                                   |  |  |                               |  |
|                                          |                         | Principe Adam Zygmunt Sapieha                | Principe Władysław Leon Sapieha          |  |  |       |  |  |                                   |  |  |                               |  |
|                                          |                         | Principe Adam Zygmunt Sapieha                | Contessa Elżbieta Konstancja Potulicka   |  |  |       |  |  |                                   |  |  |                               |  |
| Principessa Zofia Sapieha                |                         | Principe Adam Zygmunt Sapieha                |                                          |  |  |       |  |  |                                   |  |  |                               |  |
|                                          |                         | Contessa Teresa Sobanska                     | Conte Michał Sobański                    |  |  |       |  |  |                                   |  |  |                               |  |
|                                          |                         | Contessa Teresa Sobanska                     | Conte Michał Sobański                    |  |  |       |  |  |                                   |  |  |                               |  |
|                                          |                         | Contessa Teresa Sobanska                     | Contessa Ludwika Wodzicka                |  |  |       |  |  |                                   |  |  |                               |  |
|                                          |                         | Contessa Teresa Sobanska                     |                                          |  |  |       |  |  |                                   |  |  |                               |  |